# Балка Широка (притока Мокрої Сури)
Балка Широка — балка (річка) в Україні у Кам'янському районі Дніпропетровської області. Права притока річки Мокрої Сури (басейн Дніпра).

## Опис
Довжина балки приблизно 13,55 км, найкоротша відстань між витоком і гирлом — 10,99 км, коефіцієнт звивистості річки — 1,23. Формується декількома балками та загатами. На деяких ділянках балка пересихає.

## Розташування
Бере початок у селі Котлярівка. Спочатку тече переважно на північний схід через село Любомирівку, а далі тече переважно на південний схід через село Зелений Кут і на південно-західній околиці села Рогівське впадає в річку Мокру Суру, праву притоку річки Дніпра.

## Цікаві факти
- У XX столітті на балці існували водосховище та свино-тваринна ферма (СТФ)[2], а в XIX столітті — декілька вітряних млинів[1].